# Parafia św. Marcina w Bystrej Podhalańskiej
Parafia św. Marcina w Bystrej Podhalańskiej – rzymskokatolicka parafia terytorialnie i administracyjnie należąca do dekanatu Jordanów archidiecezji krakowskiej.
Parafia została erygowana dekretem kard. Franciszka Macharskiego 11 sierpnia 1982 roku. Budowę kościoła pw. św. Marcina rozpoczęto w 1985 roku. Konsekracji świątyni dokonał kard. Franciszek Macharski 11 listopada 1994 roku.
Od 1 października 2023 roku proboszczem parafii jest ks. kanonik Jarosław Glonek (wyświęcony w 2003 r.).